# سونتار-خایاتا
سونتار-خایاتا (روسی: Сунтар-Хаята) یک رشته‌کوه در یاقوتستان کشور روسیه است.